# Agustín Ojeda
Agustín Ojeda (* 9. September 1898; † 16. November 1938) war ein mexikanischer Fußballspieler auf der Position des Verteidigers.

## Leben
1923 gehörte Ojeda zum Kader des Club América, der bei seiner Reise im Januar 1923 nach Guatemala die mexikanische Nationalmannschaft verkörperte, als drei Testspiele gegen den südlichen Nachbarn ausgetragen wurden. Im zweiten Spiel am 4. Januar 1923, das Mexiko mit 1:3 verlor, stand Ojeda als Linksverteidiger auf dem Platz. Als die guatemaltekische Nationalmannschaft im Dezember 1923 einen Gegenbesuch in Meiko abstattete und im Parque España drei weitere Spiele gegen „El Tri“ bestritt, wirkte Ojeda wiederum im zweiten Spiel dieser Serie mit, das Mexiko am 12. Dezember 1923 mit 2:0 gewann. 
Ojeda spielte bis zur Saison 1926/27 beim Club América und gehörte somit in den drei aufeinander folgenden Spielzeiten 1924/25, 1925/26 und 1926/27 zum Kader der Meistermannschaft der Americanistas. 
Vor der Saison 1927/28 wechselte Ojeda zum CD Marte und nahm 1928 am Fußballturnier der Olympischen Sommerspiele teil, wo er beide Spiele der Mexikaner gegen Spanien (1:7) und Chile (1:3) bestritt. In der darauffolgenden Saison 1928/29 gewann er mit den Marcianos noch einmal die mexikanische Fußballmeisterschaft.

## Erfolge
- Mexikanischer Meister: 1924/25, 1925/26 und 1926/27 (mit América) sowie 1928/29 (mit Marte)